# Carl Schmitz-Pleis

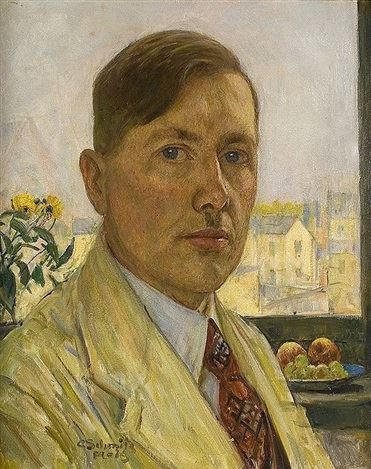
Carl Schmitz-Pleis (1877–1943): Selbstbildnis am Fenster, ohne Jahr. Privatbesitz.

Carl Schmitz-Pleis, eigentlich Karl Schmitz (* 21. September 1877 in Süchterscheid, Bürgermeisterei Uckerath, Siegkreis; † 1943 in Düsseldorf), war ein deutscher Maler.

## Leben und künstlerischer Werdegang

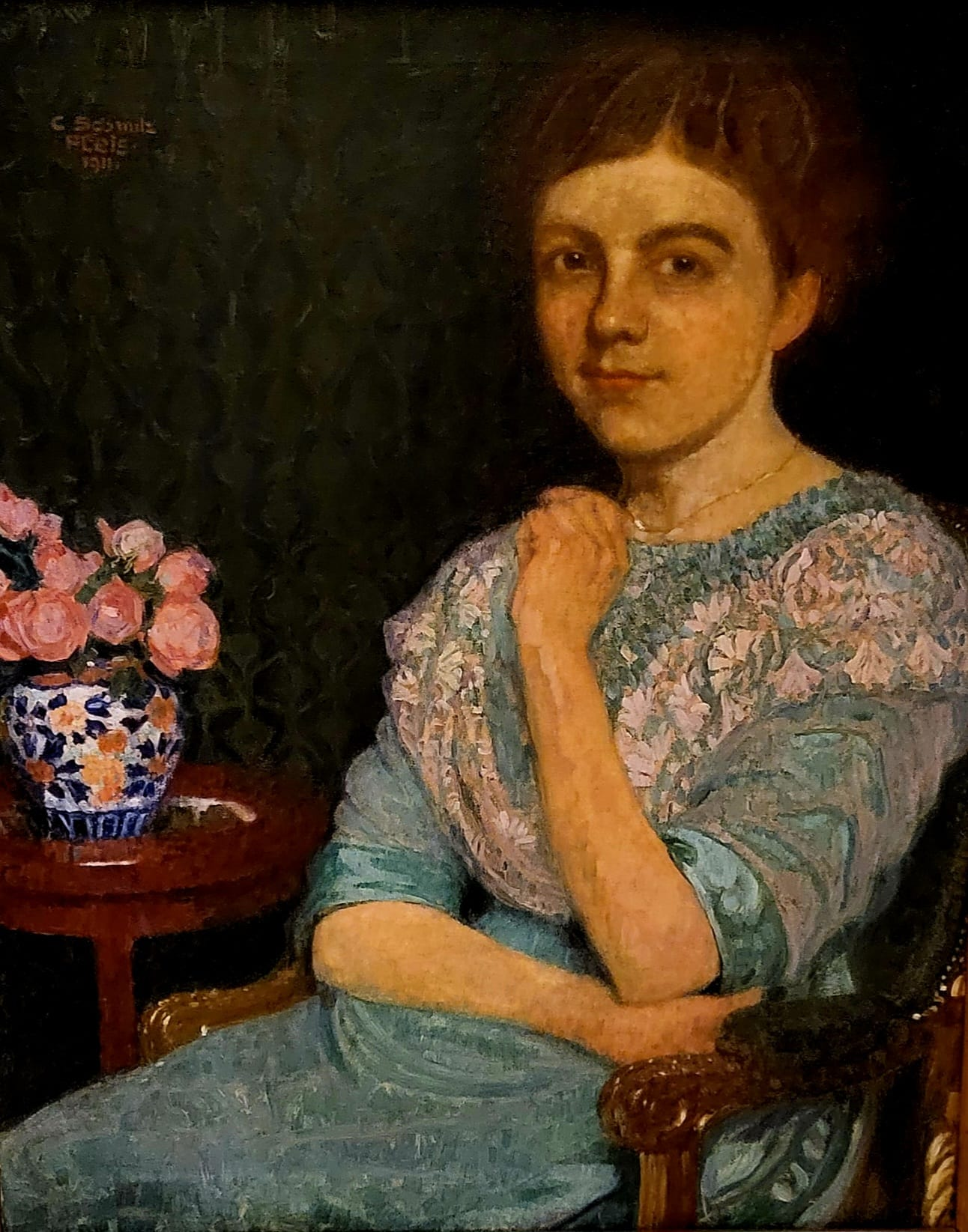
Carl Schmitz-Pleis (1877–1943): Dame in Aquamarin, 1911. Privatsammlung Deutschland.

Schmitz-Pleis wurde 1877 in Süchterscheid, heute ein Stadtteil von Hennef (Sieg), geboren. Er studierte an der Kunstakademie Düsseldorf bei Peter Jansen dem Älteren, Eduard von Gebhardt und Claus Meyer.
Nachdem er seine frühen Arbeiten noch mit seinem eigentlichen Namen Karl Schmitz signiert hatte, legte er sich den Künstlernamen Carl Schmitz-Pleis zu. Die Ergänzung Pleis war dem Ort Oberpleis bei Königswinter entlehnt, wo sein acht Jahre älterer Bruder Heinrich Schmitz mit seiner Familie lebte. Bei ihm hielt sich Carl häufiger auf.
1907/08 gründete er mit den Künstlern Josef Kohlschein dem Jüngeren, Julius Kruchen, Hubert Ritzenhofen, Walter Ophey, Carl Plückebaum und weiteren Malern die progressiv ausgerichtete Künstlergruppe Niederrhein. Im Frühjahr 1910 reiste Schmitz-Pleis mit Ophey und Plückebaum für drei Monate nach Italien, „um die Natur im Sonnenlicht einfangen zu können“. Von 1913 bis 1928 gehörte Schmitz-Pleis dem Düsseldorfer Künstlerverein Malkasten an.
Schmitz-Pleis beteiligte sich an zahlreichen großen Kunstausstellungen, etwa in der Kunsthalle Düsseldorf oder dem dortigen Kunstpalast, auch an den Jahresausstellungen der Künstlerverbindung Niederrhein. Sein Atelier und sein Lebensmittelpunkt befanden sich in Düsseldorf. Er starb unverheiratet und kinderlos 1943. Beerdigt wurde der Maler in Oberplais.

## Werk

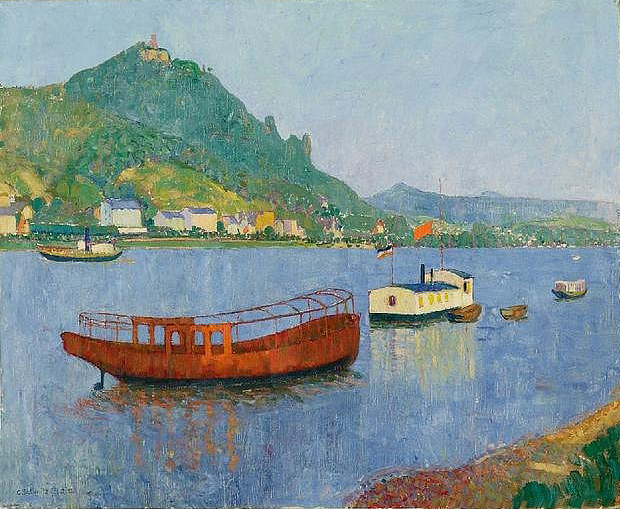
Carl Schmitz-Pleis (1877–1943): Drachenfels, ohne Jahr. Privatbesitz.

Das Œuvre von Schmitz-Pleis, welcher der Düsseldorfer Malerschule zugerechnet wird, umfasst vor allem Landschaftsdarstellungen, Stillleben, Porträts und Figurenbilder. Es ist deutlich von Tendenzen der französischen Malerei beeinflusst, insbesondere von den Fauves, den Neoimpressionisten und speziell von Paul Cézanne. Typisch ist eine lockere, spontan wirkende Pinselführung, der Einsatz eines kräftigen Kolorits sowie eine flächige Betonung von Farben und Formen. Ein Detailrealismus war ihm zugunsten einer eher expressiven Malführung zumeist fremd.
Einem zeitgenössischen Kunstkritiker fielen Bilder von ihm als die „besten koloristischen Werke“ auf, die ihn an späte Arbeiten von Peter Paul Rubens erinnerten.
Heute sind Arbeiten von Schmitz-Pleis unter anderem im Düsseldorfer Kunstpalast oder in der Stiftung Sammlung Volmer in Wuppertal vertreten.
Werke von ihm wurden bereits bei Christie’s, Sotheby’s oder bei Lempertz verauktioniert.